# Мензула

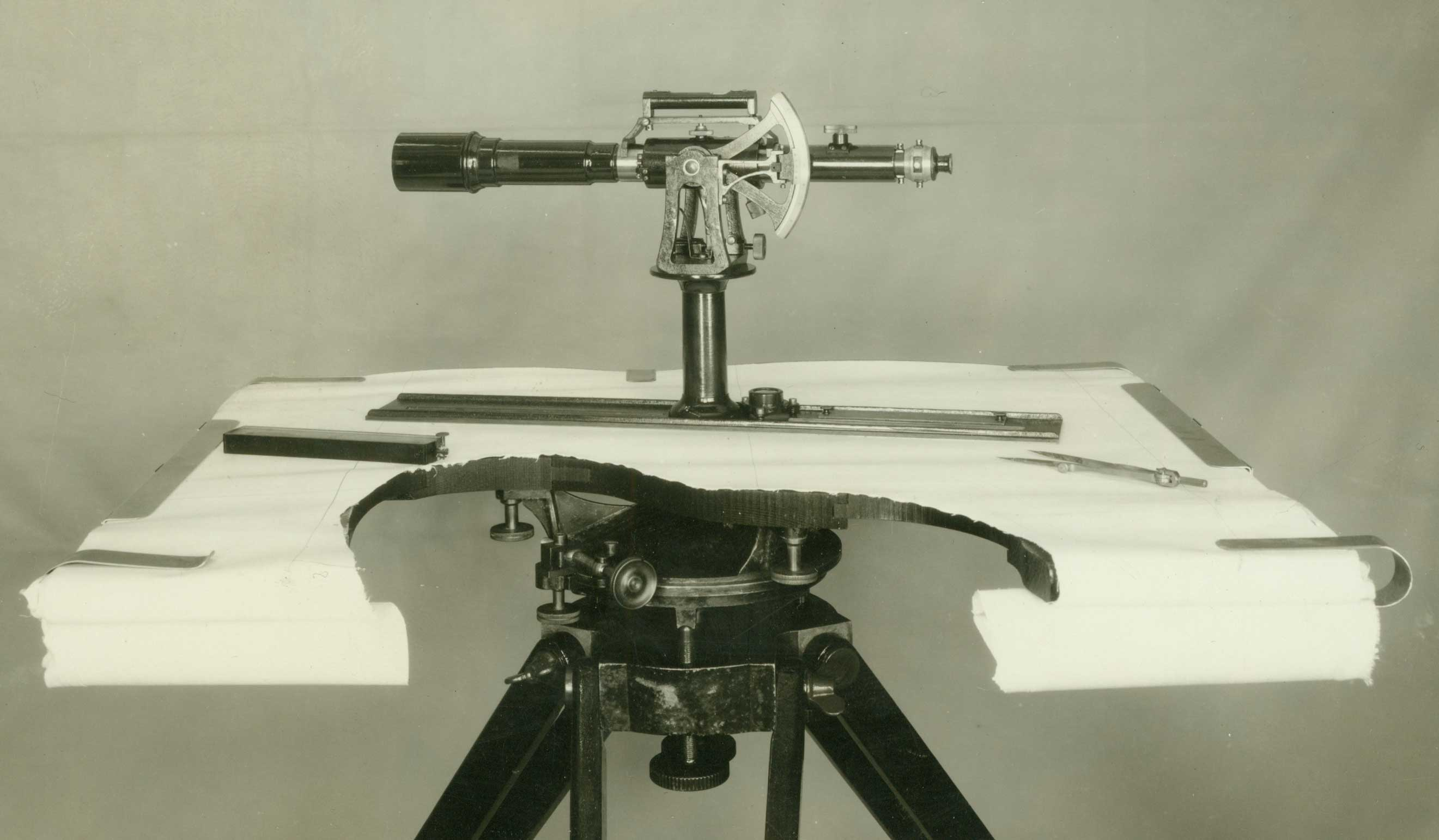
Мензула.

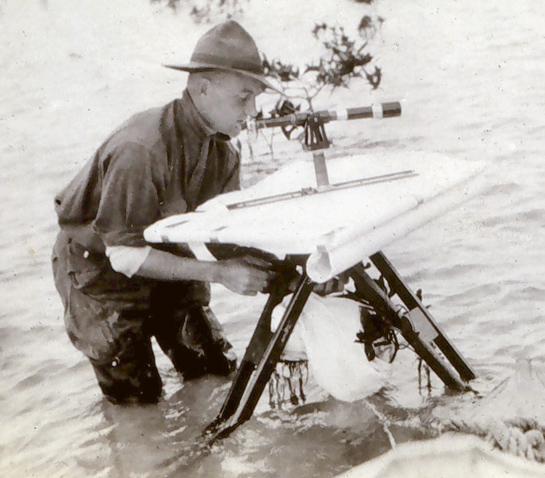
Мензула в роботі.

Мензула — польовий креслярський столик, який використовують під час мензульного знімання чи топографічного знімання.

## Історія
Найдавніша згадка про столик датується 1551 роком у праці Абеля Фуллона "Usage et description de l'holomètre", видана у Парижі. Однак, оскільки в описі Фуллона був повний, повністю розроблений інструмент, він, мабуть, був винайдений раніше.
Також, є більш пізня суперечлива версія винайдення мензули баварським математиком і астрономом Іоанном Преторі близько 1610 р.[джерело?]

## Функціонування
Мензула повинна бути пристосована для потрійного пересування столика:
1. В горизонтальній площині, щоб дану на планшеті точку встановити над відповідною точкою місцевості;
2. Близько вертикальної осі — для орієнтування, тобто для установки країв дошки по сторонах світу;
3. Піднімного — для приведення планшета в горизонтальне положення.

Ці пересування здійснюються відповідними мікрометричними і піднімними гвинтами.
Розмір столика — квадрат зі стороною від 30,48 до 66,04 см (від 12 до 26 дюймів).